# Білозерське поселення
Білозе́рське посе́лення — поселення пізнього бронзової доби на березі Білозерського лиману в селищі Кам'янці-Дніпровській Запорізької області, досліджене 1947.

## Історія
При розкопках виявлено залишки великого напівземлянкового житла з кількома кам'яними вогнищами. Всередині і навколо нього знайдені знаряддя праці — бронзові ножі, шила, крем'яні вістря стріл, зернотертки, а також уламки глиняного посуду і кістки тварин.
Білозерське поселення датується початком 1-го тисячоліття до Н. Е..